# Maccabi Rishon LeZion BC
Maccabi Rishon LeZion (Hebreeuws: מכבי ראשון לציון) is een professionele basketbalclub uit Rishon LeZion, Israël. De club komt uit in de Israeli Super League (De hoogste divisie van het Israëlische basketbal), en de Israeli State Cup.

## Geschiedenis
Maccabi Rishon LeZion werd opgericht in 1976. Ze spelen hun thuiswedstrijden in de Beit Maccabi. In 1991, 2019 en 2020 werden ze tweede om het landskampioenschap van Israël. In 2016 werden ze eerste om het landskampioenschap van Israël. In 1992, 2012, 2019 en 2021 verloren ze de finale om het de beker van Israël. In 2006 verloren ze de finale om de League Cup, maar wonnen in 2018.

## Erelijst
- Landskampioen Israël: 1
  - Winnaar: 2016
  - Tweede: 1991, 2019, 2020

- Bekerwinnaar Israël:
  - Runner-up: 1992, 2012, 2019, 2021

- League Cup Israël: 1
  - Winnaar: 2018
  - Runner-up: 2006

## Bekende (oud)-spelers
- Miki Berkovich

## Bekende (oud)-coaches
- Sharon Drucker
- Arik Shivek

## Sponsor namen
- 2006–2009: Maccabi "Israeli Center for Furniture" Rishon LeZion
- 2009–2012: Maccabi "Offici" Rishon LeZion
- 2012–2015: Maccabi "Pandoor Doors" Rishon LeZion
- 2015–2017: Maccabi "RAND MEDIA" Rishon LeZion
- 2017–2018: Maccabi "ILAND.TV" Rishon LeZion
- 2019: Maccabi "Mitcham 1000" Rishon LeZion
- 2019–heden: Maccabi "Winner" Rishon LeZion